# 龙光桥街道
龙光桥镇，是中华人民共和国湖南省益阳市赫山区下辖的一个乡镇级行政单位。

## 行政区划
龙光桥镇下辖以下地区：
天石社区、龙光桥村、全丰村、腰卜子村、叶家河村、白石塘村、裴家坝村、汪家堤村、李家垅村、月塘湖村、新茶坊村、同心桥村、栗树山村、南塘村、欧阳塘村、宁家铺村、早禾村、高岭村、道子坪村、山门坎村、青茶村、石笋村、黄家桥村、云西村、马头冲村、赵家塘村、锣鼓冲村、石坝村、寨子仑村和白竹园村。